# Milder Knöterich
Der Milde Knöterich (Persicaria dubia (Stein) Fourr., Syn.: Polygonum mite Schrank, Persicaria mitis (Schrank) Assenov non Delarbre, Persicaria laxiflora Opiz) gehört zur Gattung Knöteriche (Persicaria) in der Familie der Knöterichgewächse (Polygonaceae).

## Beschreibung
Der Milde Knöterich ist eine einjährige krautige Pflanze.
Die mittelgrünen Laubblätter haben deutliche Seitennerven. Nebenblattscheiden am Rande 3 bis 6 mm lang bewimpert, auf der Fläche anliegend behaart.

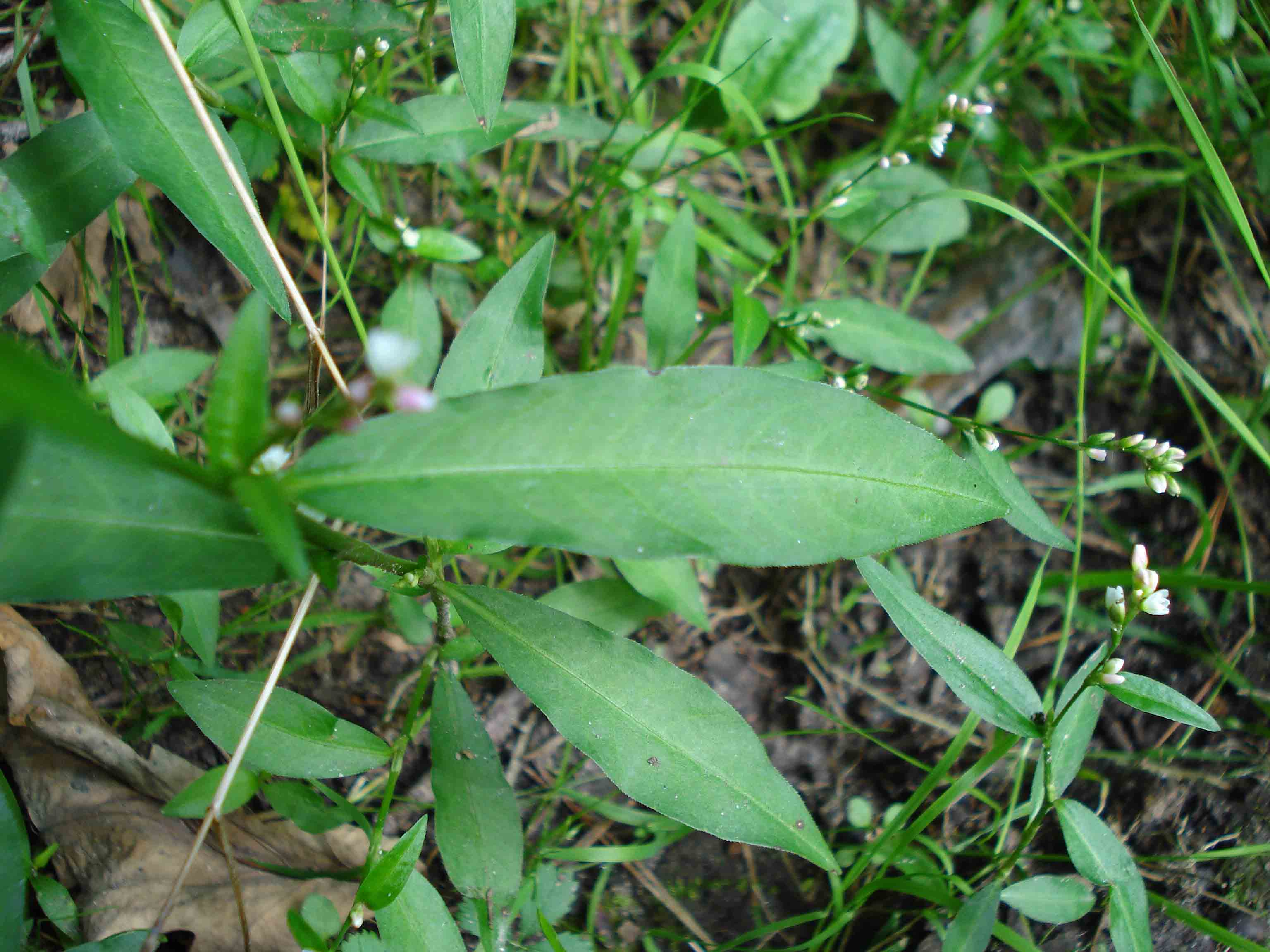
Milder Knöterich (Persicaria dubia)

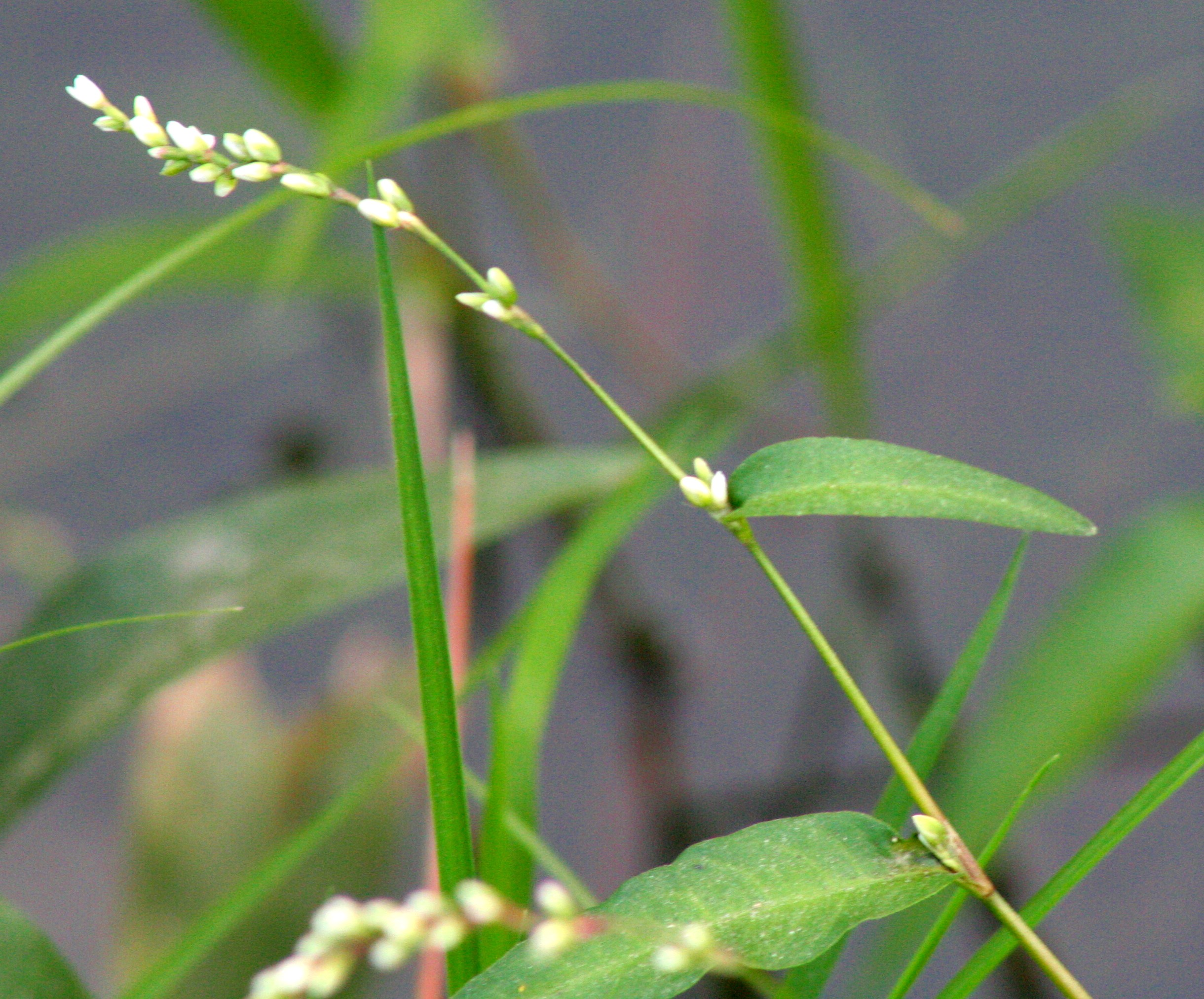
Milder Knöterich (Persicaria dubia)

Die Scheinähre ist gebogen oder nickend. Die Blüten sind meist fünfzählig. Die Blütenhüllblätter sind unten grün, oben weiß, rosa oder rot, drüsenlos oder nur mit wenigen Drüsen. Staubblätter sind sechs vorhanden. Die Früchte sind linsenförmige oder dreikantige, glänzende, schwarze Nüsse, die 2,5 bis 3,5 mm lang sind.
Die Chromosomenzahl beträgt 2n = 40 oder 44.

## Bilder

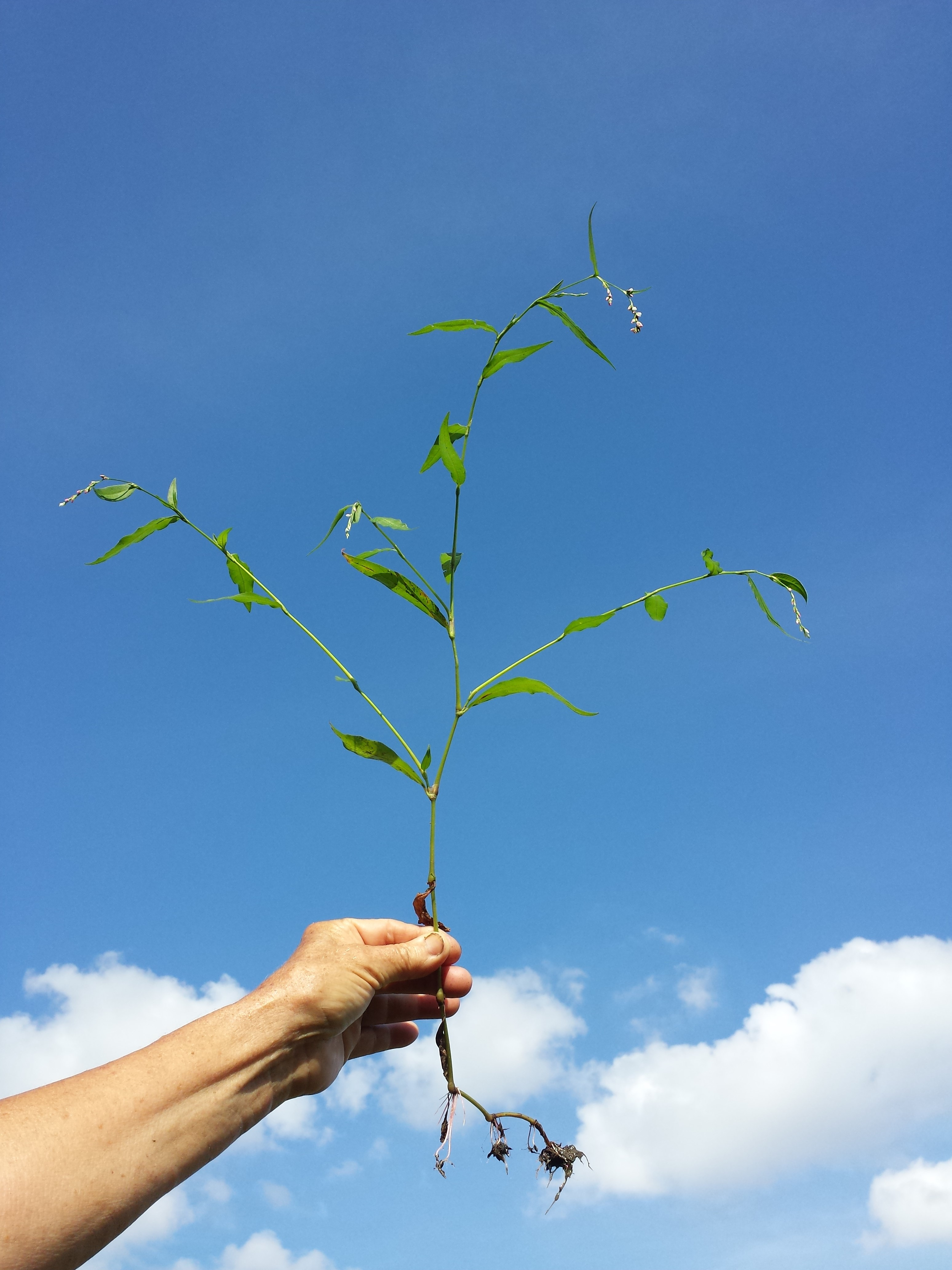
Habitus
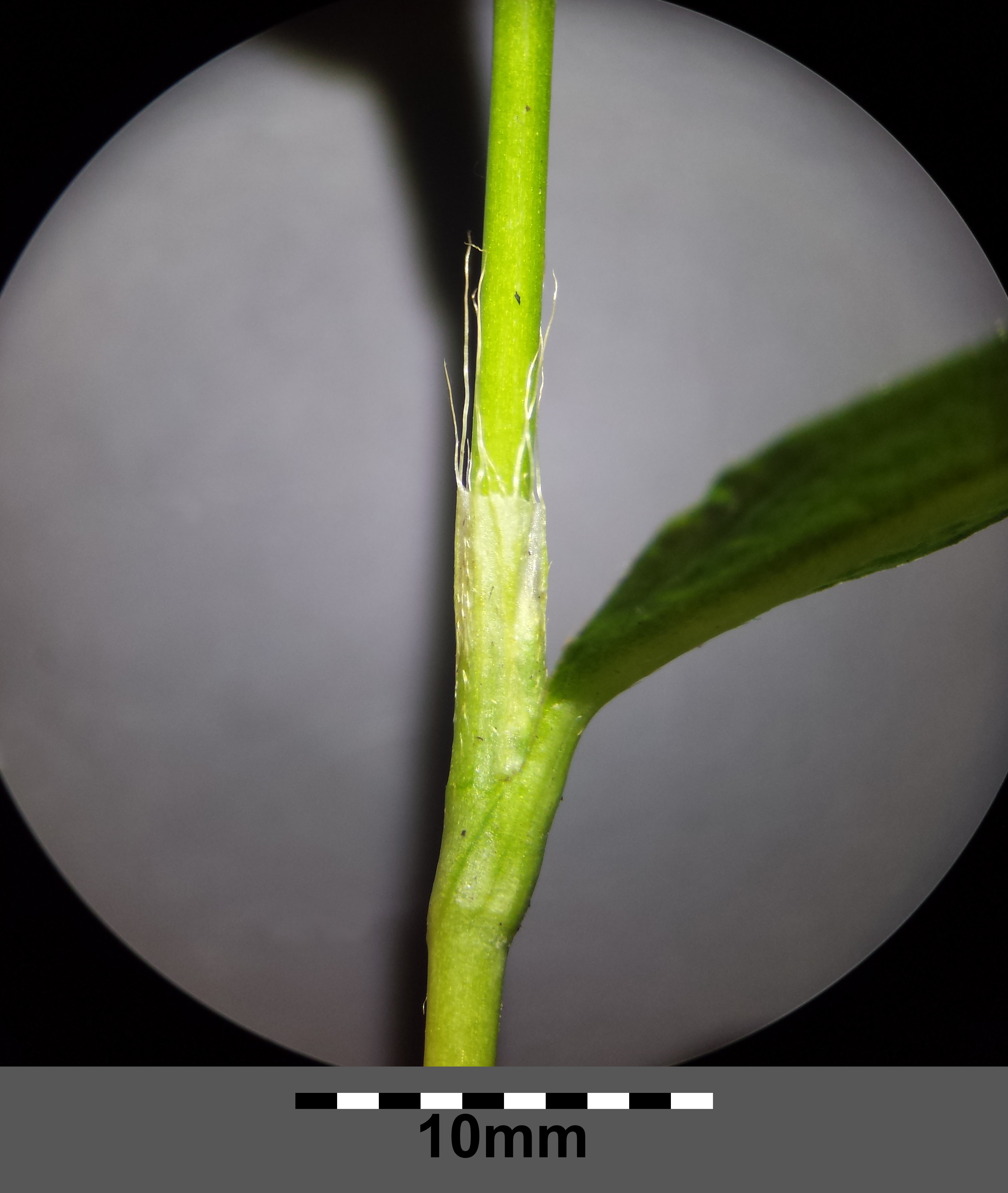
Die Nebenblattscheiden liegen ziemlich eng an und sind lang bewimpert.
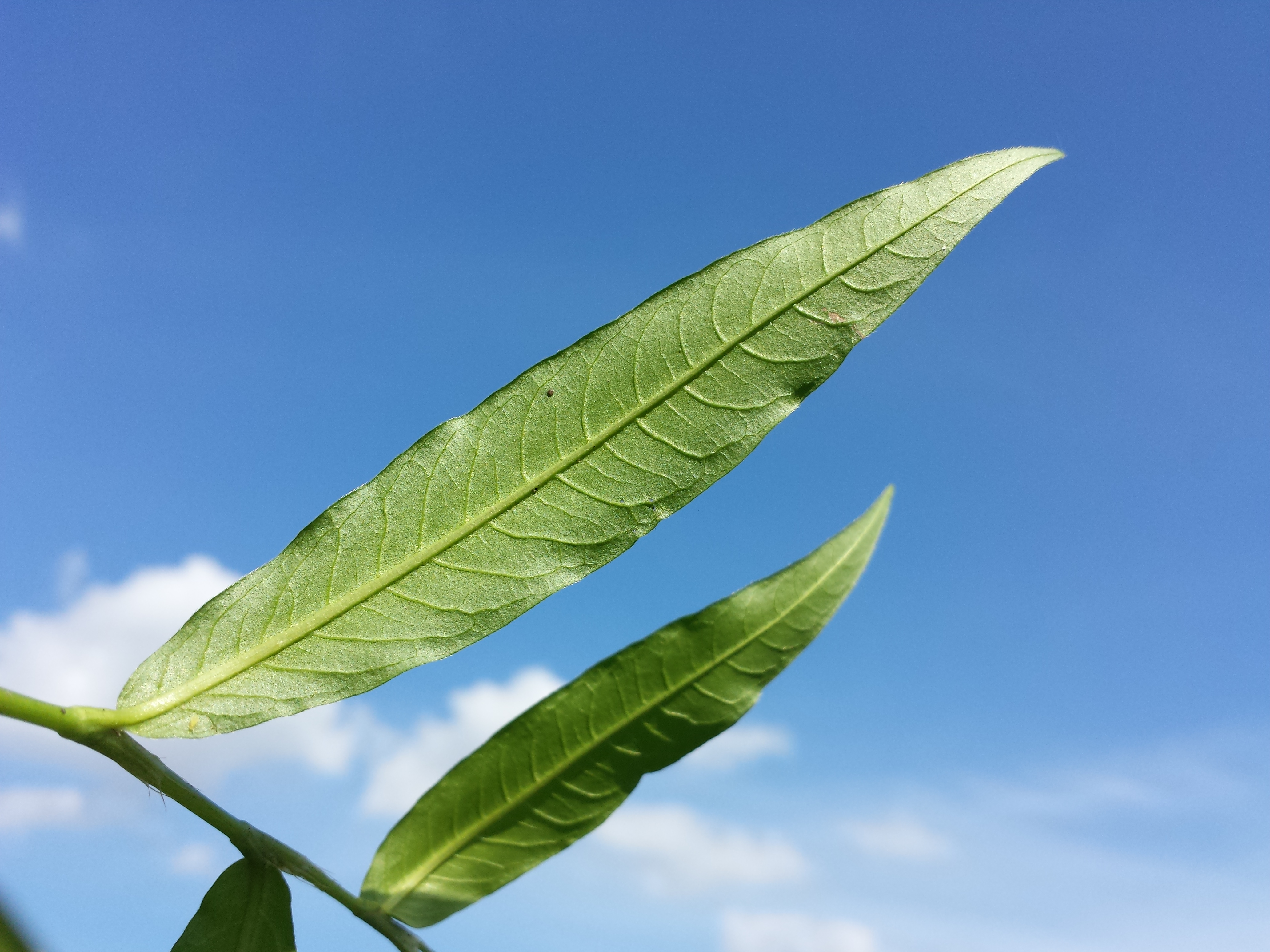
Die Laubblätter sind lanzettlich bis schwach eilanzettlich und weisen deutliche Seitennerven auf.
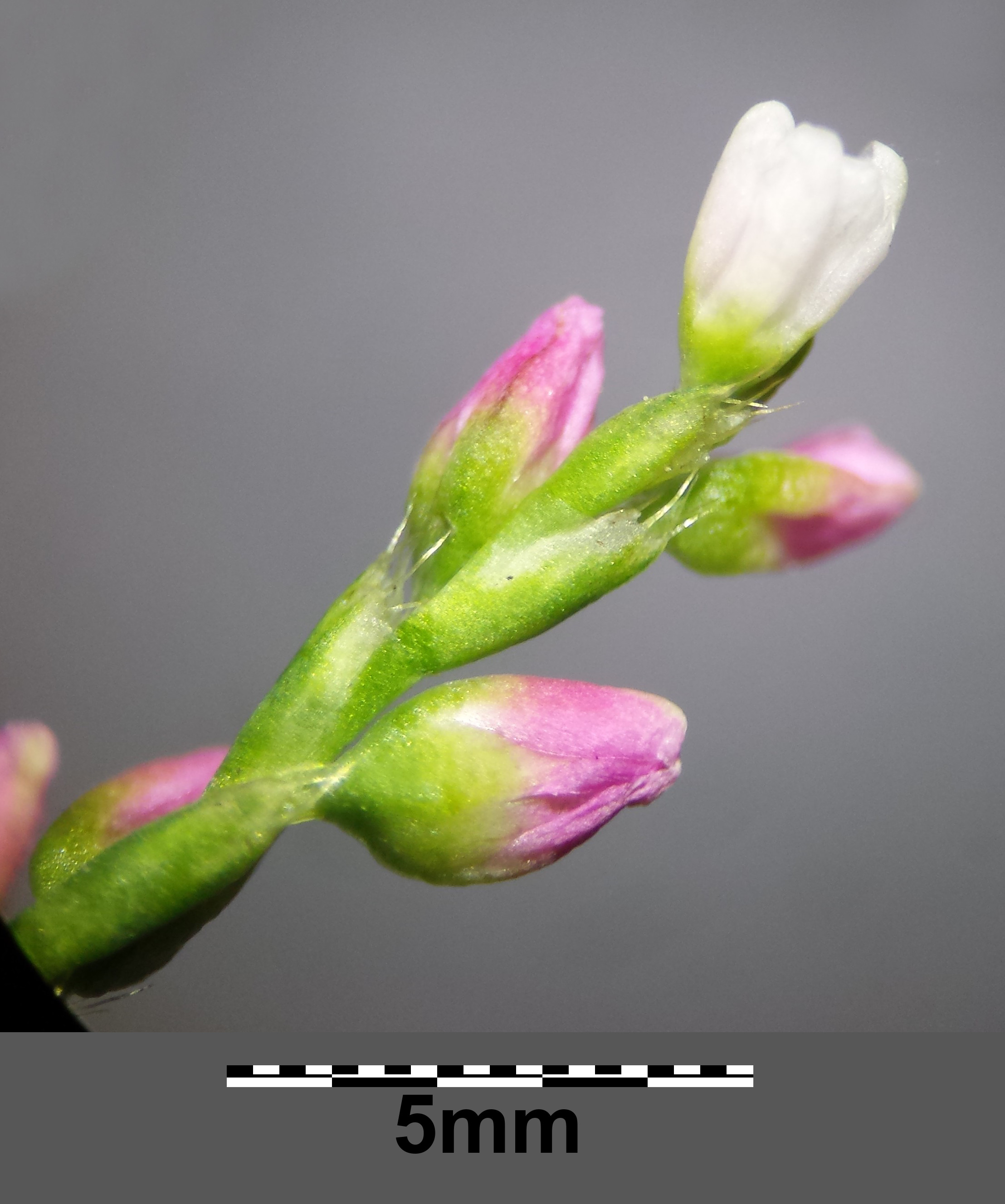
Blütenstand, das Perigon ist nicht oder nur sehr schwach drüsig punktiert.

## Standorte
Der Milde Knöterich kommt zerstreut in ephemeren Pionier-Unkrautfluren an Ufern, Gräben, Quellen, feuchten Waldwegen vor. Er bevorzugt Lehm- und Tonböden, geht aber auch auf Schlammböden. Steigt wegen seiner Wärmebedürftigkeit nur in besonders warmen Alpentälern bis etwa 1000 m hoch. Im Tiefland ist er z. T. selten, sonst zerstreut. Fehlt in rauen Lagen sowohl im Tiefland als auch in den Mittelgebirgen, wo er 700 Meter über NN kaum überschreitet.
Er ist seit dem 20. Jahrhundert zwar allgemein im Rückgang begriffen, hat aber andererseits lokal durch die Anlage von Waldwegen eine deutliche Förderung erfahren. Es entstehen dadurch zusätzliche Innenwaldsäume, auf denen sich die Art ausbreitet; zudem erfolgt häufig eine begünstigende Eutrophierung der Forstränder durch das Einbringen von kalkhaltigen Gesteinen.
Nach Ellenberg ist es eine Halblichtpflanze, die stickstoffreiche Standorte bevorzugt und eine Klassencharakterart der Zweizahn-Melden-Schlammufersäume (Bidentetea), nach Oberdorfer sogar eine Charakterart der Ordnung Bidentetalia.

## Namenserklärung
Die Bezeichnung Milder Knöterich bezieht sich darauf, dass die Blätter der Pflanze beim Kauen nicht scharf schmecken, wie es beim ähnlichen Wasserpfeffer (Persicaria hydropiper) der Fall ist. Die Art enthält also nicht das scharf schmeckende, schwach giftige ätherische Öl, das dem Wasserpfeffer seinen Namen verliehen hat.